# Maskeneule
Die Maskeneule (Phodilus badius) ist eine Art der Gattung Phodilus innerhalb der Schleiereulen (Tytonidae). Sie wird gelegentlich als einzige Vertreterin ihrer Gattung eingeordnet. Jüngere Literatur ordnet jedoch der Ceylonmaskeneule, die gelegentlich als eine Unterart der Maskeneule gesehen wird, einen eigenständigen Artstatus zu.

## Merkmale

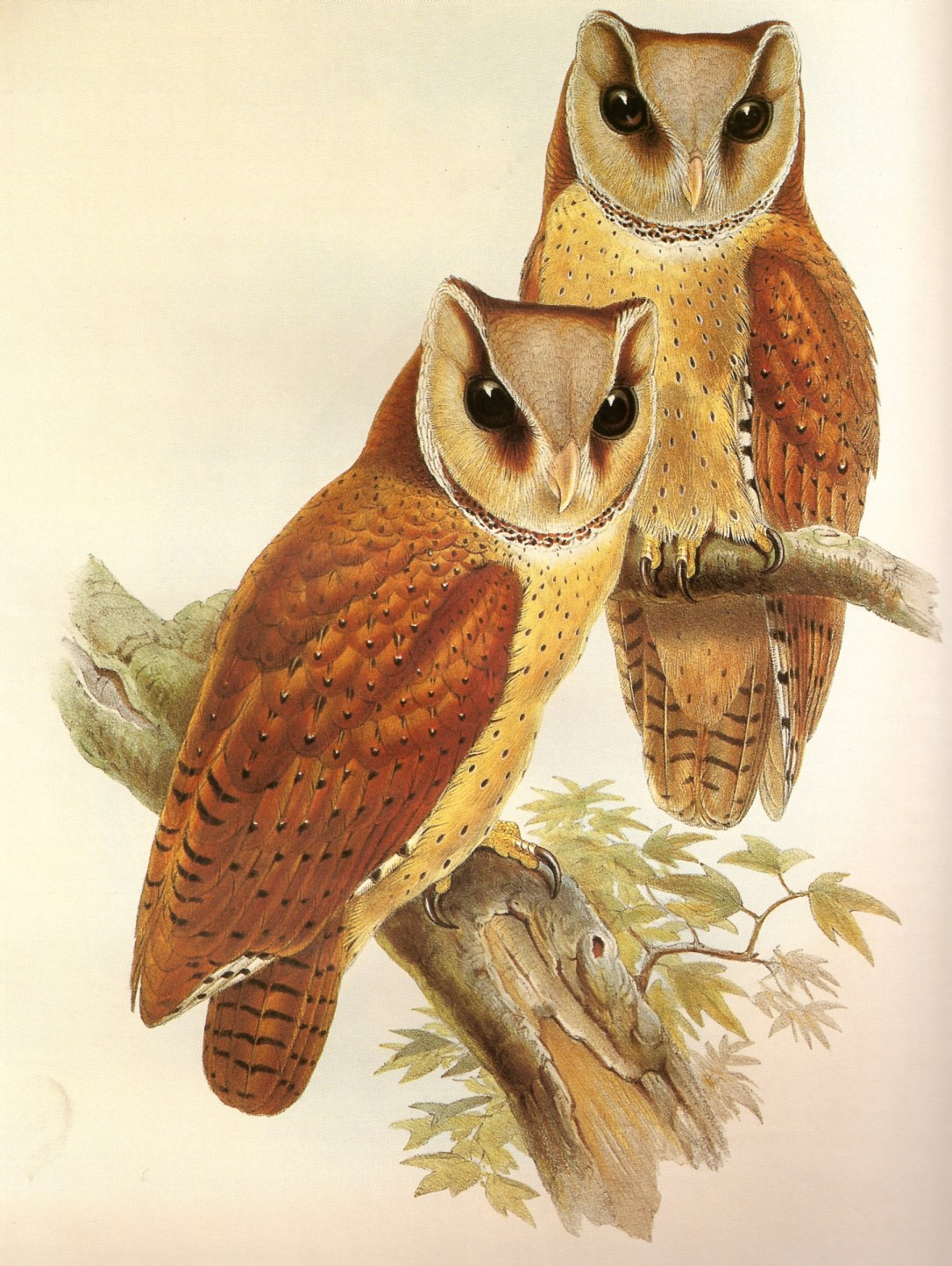
Maskeneulen, Illustration

Wie die Schleiereulen der Gattung Tyto, zu der auch die europäische Schleiereule gehört, besitzen die Maskeneulen einen Gesichtsschleier, der ihnen bei der akustischen Orientierung hilft. Dieser Schleier unterscheidet sich von dem der Tyto-Arten dadurch, dass die Schleierfedern, die bei letzteren eine Linie in der Mitte der Stirn und eine fast dreieckige Fläche um jedes Auge bilden, bei den Maskeneulen deutlich weiter voneinander entfernt liegen und bereits über dem Schnabel auseinanderweichen. Der Kopf trägt beiderseits Federhörner. Die Zehen sind relativ kurz und braun gefärbt und die Mittelzehe ist gezähnelt. Der Schnabel ist gelb.
Das Gefieder ist auf der Oberseite kastanienbraun-golden und auf der Unterseite weiß-rosa mit braunen Tupfen. Das Gesichtsgefieder ist hell rotbraun und geht manchmal ins Weißliche, die Iris ist schwarz.

## Lebensweise und Verbreitung
Maskeneulen sind sehr scheue Waldvögel und ausschließlich nachts aktiv. Man findet sie bis in Höhen von 1.500 Metern NN. Verbreitet ist sie in fünf Unterarten zwischen Nordindien, Sri Lanka, bis nach Indonesien, Myanmar, Sumatra, Borneo, Nias, Beliting, Java, Bali und der Philippineninsel Bungaran. Die Unterarten sind dabei:
- Phodilus badius badius
- Phodilus badius saturatus
- Phodilus badius assimilis
- Phodilus badius arixuthus
- Phodilus badius parvus

## Belege

### Einzelbelege
1. ↑   König et al., S. 233